# Карамсіна
Карамсіна (ест. Karamsina), також Карамсінна, Карамсіно, Караскі — село в Естонії, входить до складу волості Меремяе, повіту Вирумаа.